# غرفة الإغماء

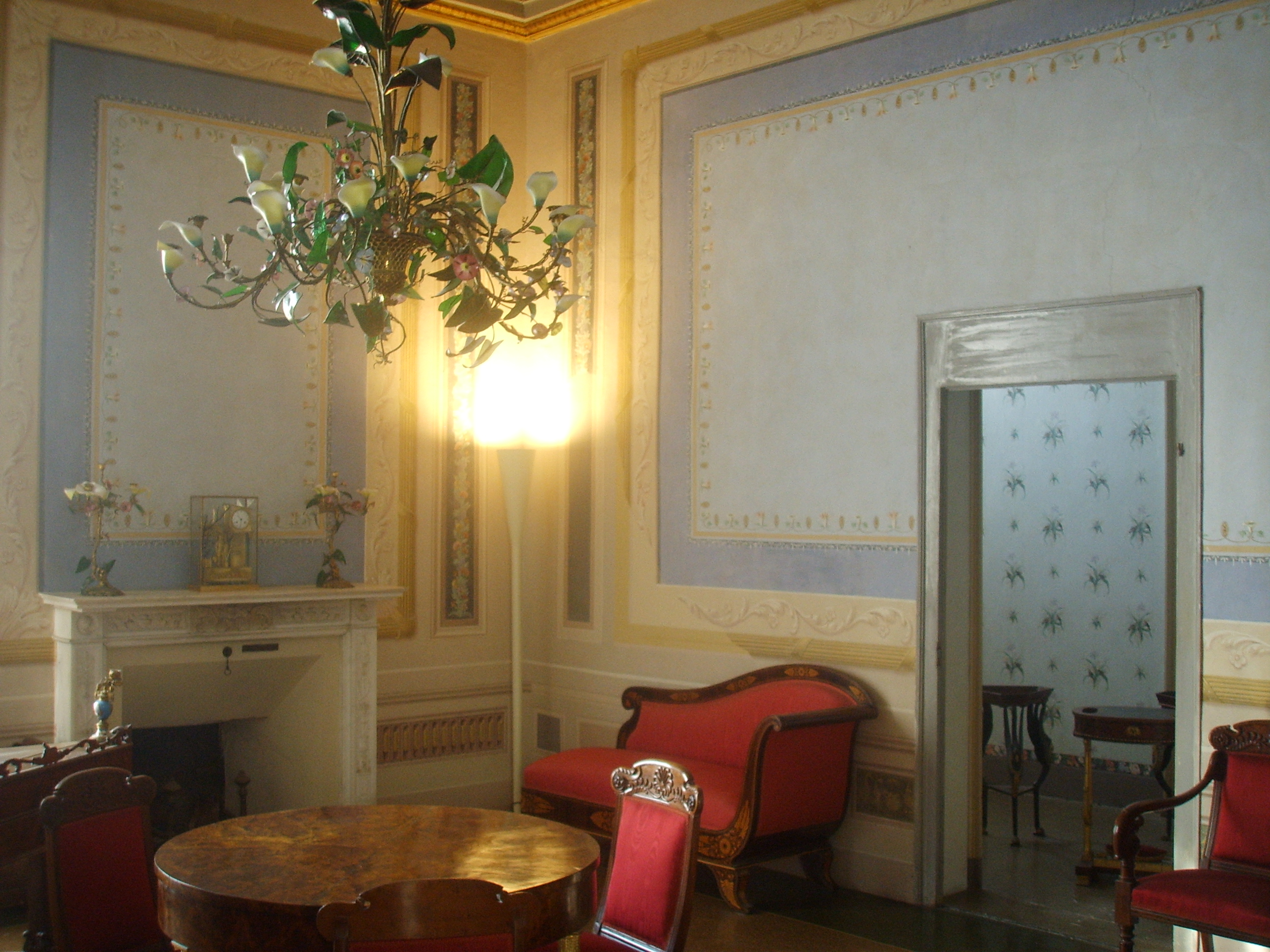
غرفة الإغماء لعلاج الهستيريا الأنثوية والتي هي أكثر راحة.

غرفة الإغماء هي غرفة خاصة من أثاثها الرئيسي أرائك باهتة استخدمت خلال العصر الفيكتوري لجعل المرأة أكثر ارتياحا أثناء العلاج المنزلي للهستيريا الأنثوية، استخدمت غرفة الإغماء لمزيد من الخصوصية اثناء العلاج المنزلي تدليك الحوض، هذه الارائك عادة ما تكون بذراع من جانب واحد فقط؛ حتى يسمح للوصول بسهولة لوضع الإستلقاء أو الاسترخاء وعادة ما تكون مشابهة للكرسي الطويل، نمط الأريكة بحيث يحتوي على ظهر واحد في أحد طرفيه (عادة الجانب مع الذراع) بحيث لا يكون الوضع الناتج مستلقيًا تمامًا.
هناك روايات تشير إلى أن هذه الغرف ظهرت في أمريكا في القرن الثامن عشر، هذه الغرفة والتي يشار إليها أيضا بغرفة النوم (غرفة النوم كانت تدعى غرفة مهام خاصة) موقعها في الطابق الارضي وتحتوي على سرير نهاري تسمح لشاغليها بالراحة خلال فترات قصيرة من اليوم.

## نظريات الانتشار
إحدى النظريات تقول أن ظهور أرائك الإغماء بسبب أن النساء كانت فعلًا يغمى عليها بسبب المخصرات التي تربط بشكل شديد بالتالي تقيد تدفق الدم من خلال منع حركة الاضلاع. أيضا المخصرات تقيد تدفق الهواء إلى الرئتين ونتيجة لذلك إذا كان مرتديها يبذل جهده لدرجة الحاجة لكميات كبيرة من الاكسجين وكان فير قادر على تضخيم الرئتين بشكل كامل هذا يؤدي للإغماء. حالة فرط التهوية أو التنفس لأي سبب من الأسباب يمكن أن تؤدي أيضا إلى فقدان قصير للوعي.
نظرية أخرى لظهور أرائك الإغماء وهي العلاج المنزلي للهستيريا الانثوية من خلال تدليك الحوض اليدوي من قبل الأطباء الزائرين للمنزل والقابلات حيث أنه مرض يحتاج لعلاج ثابت ومتكرر (عادة اسبوعيًا) في المنزل، علاج مع إجراء المساج اليدوي يمكن احيانا قد يستمر لساعات، بدا مقبولا صنع اثاث متخصص لأقصى درجة راحة اثناء العلاج كما هو الحال الذي ادى لإنشاء غرف لاحقة هي غرف الإغماء للخصوصية اثناء إجراء التدليك.
غرف الإغماء الفيكتورية ترتبط أيضا مع التمييز بين الجنسين مثل الإدعاء بأنه جزء من إرث الأنثى، حيث كانت الغرفة بمثابة مساحة أنثوية عميقة لإجبار النساء للبقاء داخل البيت وغير نشيطة تحت ستار ضمان الخصوصية والكبقة الداخلية، البعض كان يربطها مع رأي أن النساء ضعيفات جدا حيث لا يمكنهن التعامل مع الأخبار السيئة.